# Асеев, Константин Николаевич
Константи́н Никола́евич Асе́ев (20 октября 1960, Новокузнецк — 22 августа 2004, Санкт-Петербург) — советский и российский шахматист; гроссмейстер (1992).

## Биография
Шахматами начал заниматься с 10 лет, в шахматную секцию его привёл брат. Первым тренером был В. П. Штукатуркин.
Участник 1-й (1984, 1986 и 1988) и высшей (1984 — 14-16-е и 1989 — 8-9-е места) лиг чемпионатов СССР. Полуфиналист чемпионата СССР (Николаев, 1983) — 1-4-е место. Турнир сильнейших шахматистов Ленинграда (1985) — 1-е место. Всесоюзный турнир молодых мастеров (1985) — 2-4-е место. Лучшие результаты в международных соревнованиях: Дрезден (1987) — 2-4-е; Потсдам (побочный турнир, 1988) — 1-е; Берлин (1988) — 1-3-е; Кечкемет и Ленинград (1989) — 1-2-е места.
Будучи в 1978—1982 студентом шахматного отделения ГЦОЛИФК, тренировался под руководством Бориса Злотника.
Дважды завоёвывал бронзовые медали командного чемпионата России — 1995 («Университет», Санкт-Петербург) и 2002 («Лентрансгаз», Санкт-Петербург). В 1995 году также выиграл индивидуальную бронзовую медаль данного соревнования (выступал на 1-й запасной доске).
Скончался на 44-м году жизни от лейкоза 22 августа 2004. С того же года в Санкт-Петербурге проводятся турниры его памяти.
Похоронен на Серафимовском кладбище.

## Семья
- Отец — Николай Петрович Асеев работал шахтёром
- Мать — Галина Зиновьевна
  - старший брат — Андрей
- Жена (с 1980) — Марина Афиногенова
  - Дочь — Мария (род. 1983)

## Спортивные достижения
| Год  | Город           | Турнир                                        | +   | −   | =   | Результат      | Место |
| ---- | --------------- | --------------------------------------------- | --- | --- | --- | -------------- | ----- |
| 1984 | Львов           | 51-й чемпионат СССР                           | 4   | 7   | 6   | 7 из 17        | 14—16 |
| 1989 | Одесса          | 56-й чемпионат СССР                           | 4   | 4   | 7   | 7½ из 15       | 8—9   |
| 1990 | Санкт-Петербург | 57-й чемпионат СССР                           | 1   | 6   | 6   | 4 из 13        | 13—14 |
| 1991 | Москва          | 58-й и последний чемпионат СССР               | 3   | 3   | 5   | 5½ из 11       | 23—38 |
| 1994 | Элиста          | 47-й чемпионат России                         | 4   | 2   | 5   | 6½ из 11       | 7—15  |
| 1995 | Элиста          | 48-й чемпионат России                         | 5   | 3   | 3   | 6½ из 11       | 13—20 |
| 1996 | Элиста          | 49-й чемпионат России                         | 2   | 4   | 5   | 4½ из 11       | 41—45 |
| 1997 | Элиста          | 50-й чемпионат России                         |     |     |     | из             |       |
| 1998 | Санкт-Петербург | 51-й чемпионат России                         | 3   | 3   | 5   | 5½ из 11       | 27—36 |
| 1999 | Москва          | 52-й чемпионат России 1/32 финала 1/16 финала | 2 0 | 0 1 | 0 1 | 2 из 2 ½ из 1½ |       |
| 2000 | Самара          | 53-й чемпионат России                         | 5   | 1   | 5   | 7½ из 11       | 2—6   |
| 2001 | Элиста          | 54-й чемпионат России                         | 3   | 1   | 5   | 5½ из 9        | 4—20  |
| 2002 | Краснодар       | 55-й чемпионат России                         | 2   | 2   | 5   | 4½ из 9        | 21—31 |
| 2003 | Красноярск      | 56-й чемпионат России                         | 2   | 4   | 3   | 3½ из 9        | 64—74 |
|      |                 |                                               |     |     |     | из             |       |